# Buschwürger
Die Buschwürger (Malaconotidae) sind eine Vogelfamilie aus der Ordnung der Sperlingsvögel (Passeriformes). Früher wurden die Gattungen der Buschwürger als Gattungen der Würger (Laniidae) oder Rabenvögel (Corvidae) betrachtet, heute allerdings werden sie als unterschiedlich genug betrachtet, um eine eigene Familie zu bilden. Die Buschwürger kommen mit Ausnahme der Sahara fast in ganz Afrika vor, außerdem im westlichen Jemen, im Grenzgebiet vom Jemen zum Oman und im Südwesten von Saudi-Arabien.

## Merkmale
Buschwürger sind kleine bis mittelgroße Vögel mit einem schwärzlichen, weißen, grauen oder braunen Gefieder und bei einigen Arten mit auffälligen grünen, gelben, roten oder orangen Färbungen auf Kehle, Brust oder Bauch. Bei einigen Arten sind die Männchen farbiger als die Weibchen. Der Rumpf ist zylindrisch bis oval, der Hals dick und der Kopf relativ groß. Der Schnabel ist mittellang und kräftig. Der Oberschnabel besitzt an der Spitze einen nach unten gebogenen Haken. Die Flügel sind kurz und abgerundet, der Schwanz mittellang bis lang und abgerundet. Die Beine sind mittellang, die Füße relativ klein.

## Lebensraum und Lebensweise
Buschwürger kommen in verschiedenen Habitaten vor, von offener, mit Akazien bestandener Savanne bis zum dichten Regenwald. Wichtig sind Zonen dichter Vegetation, die als Deckung benötigt werden. Sie jagen Insekten, in der Luft, von einem Ansitz aus auffliegend, oder auf dem Boden oder in dichter Vegetation. Größere Arten erbeuten auch Echsen, Frösche oder Kleinsäuger.
Über die Brutbiologie der Buschwürger ist nur wenig bekannt. Sie sind wahrscheinlich monogam, besitzen große Brutreviere und beide Eltern kümmern sich um Gelege und Jungvögel. Die aus Zweigen und Gräsern gebauten und oft mit Flechten getarnten Nester sind becher- bis untertassenförmig. Das Gelege besteht aus einem bis fünf, in den meisten Fällen aus zwei oder drei Eiern. Die Brutdauer und die Nestlingsdauer sind unbekannt.

## Gattungen und Arten
- Malaconotus

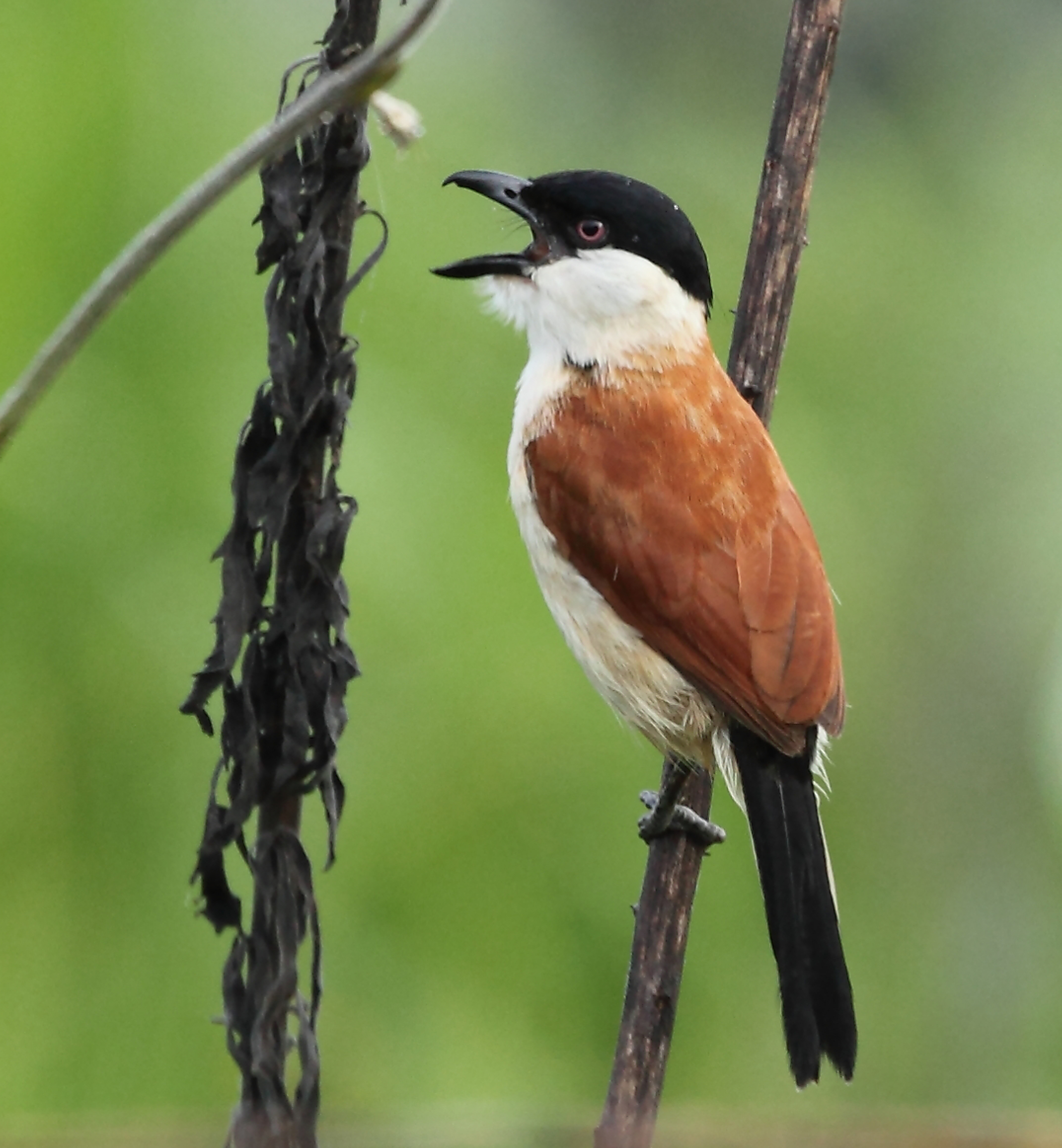
Sumpftschagra (Bocagia minuta)

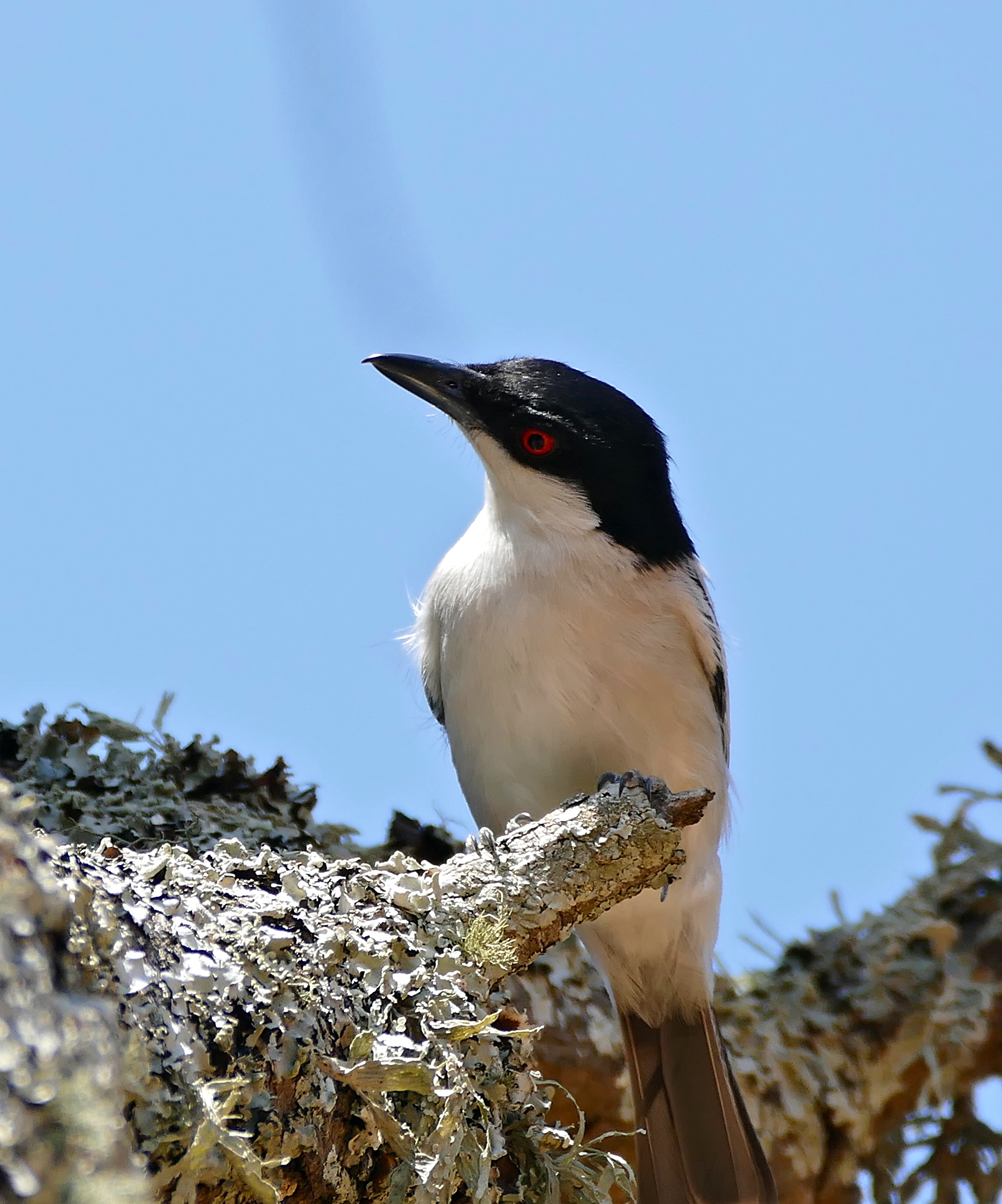
Männchen des Schneeballwürgers (Dryoscopus cubla)

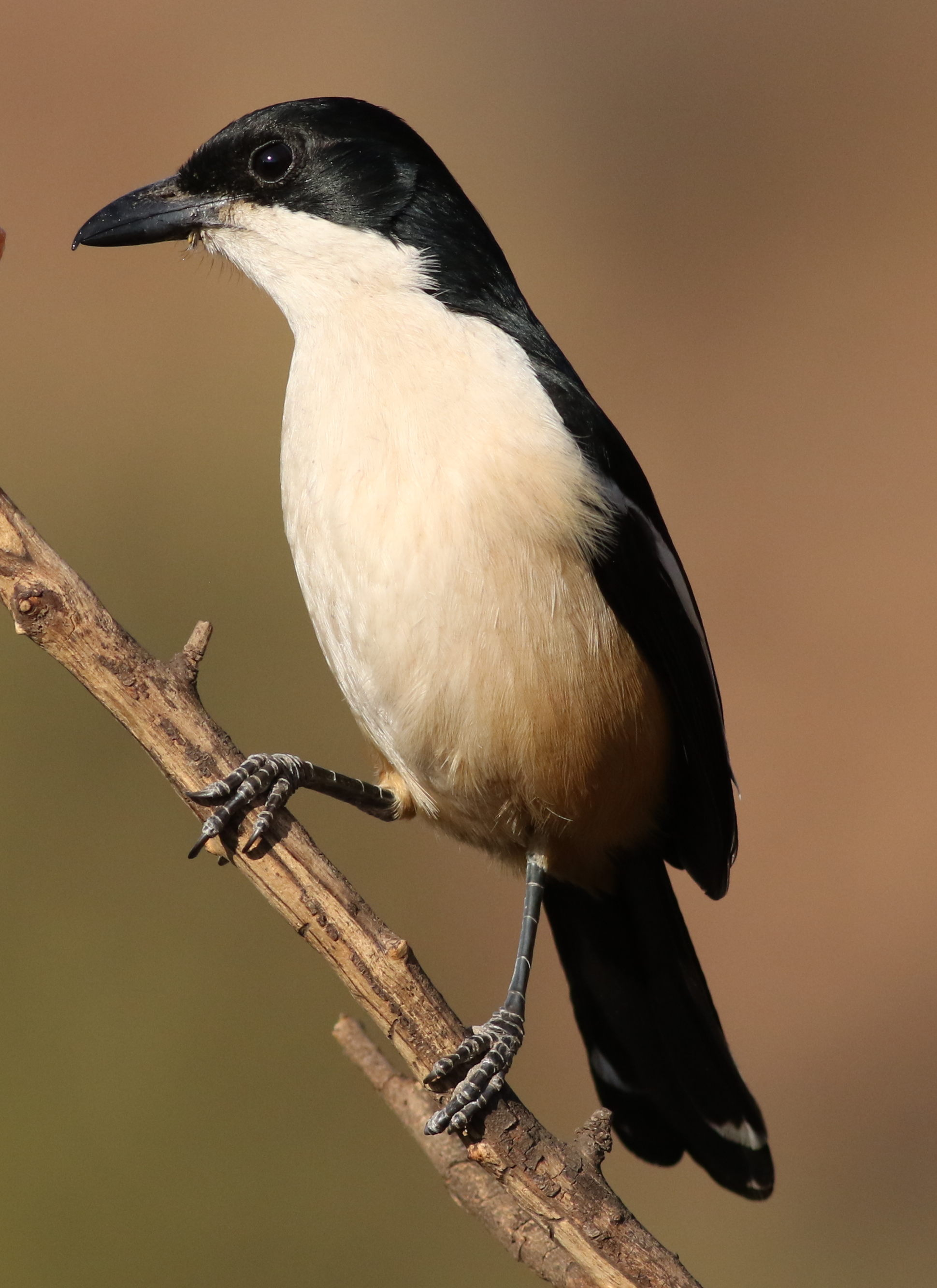
Flötenwürger (Laniarius ferrugineus)

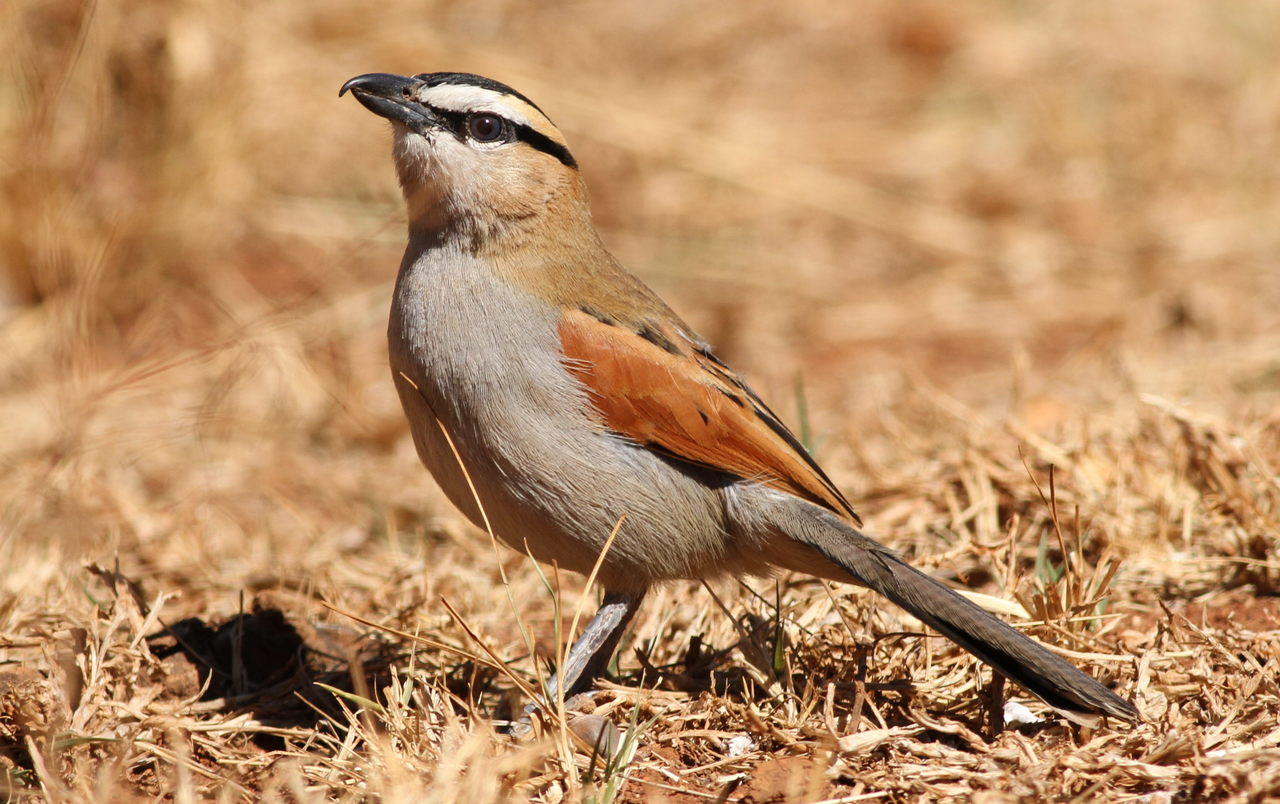
Senegaltschagra (Tchagra senegalus)

  - Schwarzkappenwürger (Malaconotus alius)
  - Graukopfwürger (Malaconotus blanchoti)
  - Blutbrustwürger (Malaconotus cruentus)
  - Grünbrustwürger (Malaconotus gladiator)
  - Lagdenwürger (Malaconotus lagdeni)
  - Monteirowürger (Malaconotus monteiri)
- Bocagia
  - Sumpftschagra (Bocagia minuta)
- Chlorophoneus
  - Bocagewürger (Chlorophoneus bocagei)
  - Halsbandwürger (Chlorophoneus kupeensis)
  - Vielfarbenwürger (Chlorophoneus multicolor)
  - Graustirnwürger (Chlorophoneus nigrifrons)
  - Olivwürger (Chlorophoneus olivaceus)
  - Orangebrustwürger (Chlorophoneus sulfureopectus)
- Schneeballwürger (Dryoscopus)
  - Rotfuß-Schneeballwürger (Dryoscopus angolensis)
  - Schwarzmantel-Schneeballwürger (Dryoscopus cubla)
  - Gambia-Schneeballwürger (Dryoscopus gambensis)
  - Zwerg-Schneeballwürger (Dryoscopus pringlii)
  - Dickschnabel-Schneeballwürger (Dryoscopus sabini)
  - Schwarzschulter-Schneeballwürger (Dryoscopus senegalensis)
- Laniarius
  - Äthiopienwürger (Laniarius aethiopicus)
  - Amboimwürger (Laniarius amboimensis)
  - Rotbauchwürger (Laniarius atrococcineus)
  - Gelbbauchwürger (Laniarius atroflavus)
  - Goldscheitelwürger (Laniarius barbarus)
  - Sumpfwürger (Laniarius bicolor)
  - Angolawürger (Laniarius brauni)
  - Scharlachwürger (Laniarius erythrogaster)
  - Flötenwürger (Laniarius ferrugineus)
  - Füllebornwürger (Laniarius fuelleborni)
  - Schieferwürger (Laniarius funebris)
  - Kongowürger (Laniarius holomelas)
  - Schwarzwürger (Laniarius leucorhynchus)
  - Braunscheitelwürger (Laniarius luehderi)
  - Tropenwürger (Laniarius major)
  - Papyruswürger (Laniarius mufumbiri)
  - Reichenowwürger (Laniarius niggerimus)
  - Rabenwürger (Laniarius poensis)
  - Rotnackenwürger (Laniarius ruficeps)
  - Keniawürger (Laniarius sublacteus)
  - Turatiwürger (Laniarius turatii)
  - Grauaugenwürger (Laniarius willardi)
- Nilaus
  - Brubruwürger (Nilaus afer)
- Rhodophoneus
  - Rosenwürger (Rhodophoneus cruentus)
- Tchagra
  - Dorntschagra oder Damaratschagra (Tchagra australis)
  - Somalitschagra (Tchagra jamesi)
  - Senegaltschagra (Tchagra senegalus)
  - Kaptschagra (Tchagra tchagra)
- Telophorus
  - Rotstirnwürger (Telophorus dohertyi)
  - Doppelbandwürger (Telophorus viridis)
  - Bokmakiriwürger (Telophorus zeylonus)

## Belege
1. 1 2 3 4  
David W. Winkler, Shawn M. Billerman, Irby J. Lovette: Bird Families of the World - An Invitation to the Spectacular Diversity of Birds. Lynx Edicions and the Cornell Lab of Ornithology, 2015, ISBN 978-84-941892-0-3. Seite 372 u. 373.